# Ennio Flaiano
Ennio Flaiano (Pescara, 5 marzo 1910 – Roma, 20 novembre 1972) è stato uno sceneggiatore, scrittore, giornalista, umorista, critico cinematografico e drammaturgo italiano.
Specializzato in elzeviri, Flaiano scrisse per Oggi, Il Mondo, il Corriere della Sera e altre testate. Lavorò a lungo per Federico Fellini, con cui collaborò ampiamente ai soggetti e alle sceneggiature dei suoi più celebri film, tra i quali La strada, La dolce vita e 8½.

## Biografia
(Ennio Flaiano, Un marziano a Roma)

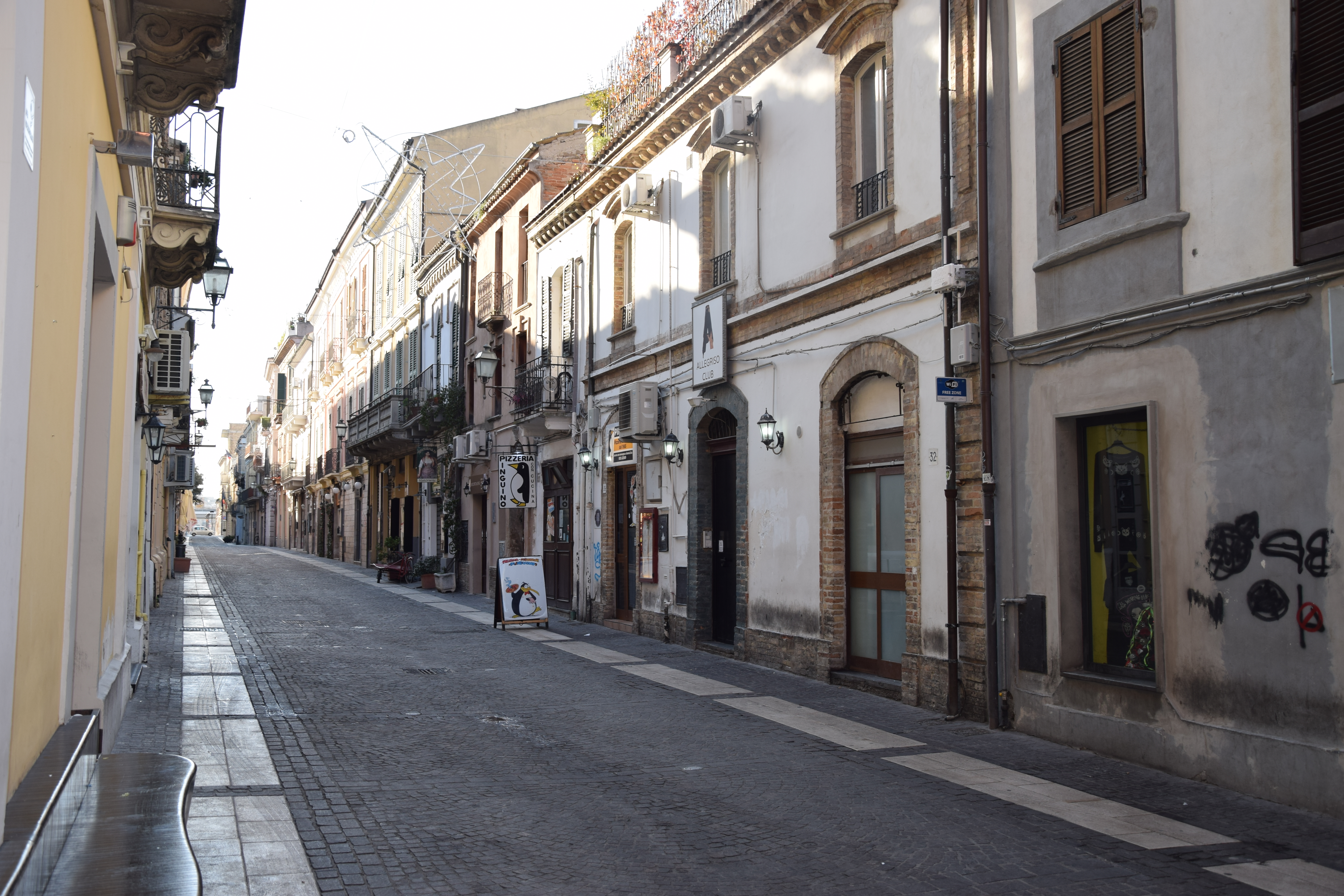
Corso Manthonè a Pescara Vecchia, la strada dove nacque Flaiano

Nato il 5 marzo 1910 a Pescara Vecchia, in una casa sul corso G. Manthonè, ultimo di sette figli di Cetteo Flaiano (1859-1943) e Francesca Di Michele (1873-1938), il giovane Ennio passa un'infanzia di viaggi e spostamenti continui tra Pescara, Camerino, Senigallia, Fermo e Chieti, tra scuole e collegi. Nel 1922 arriva a Roma (viaggiando il 27 ottobre in treno, per fortuita coincidenza, in compagnia di fascisti della Marcia su Roma, più tardi ne racconterà gustosi aneddoti). 
Nella capitale compie gli studi secondari superiori nel Convitto nazionale fino al liceo artistico (diplomato nel 1929) e si iscrive al corso di laurea in architettura, senza però terminare gli studi universitari.
All'inizio degli anni trenta, mentre divide una stanza in viale delle Milizie con il pittore Orfeo Tamburi e collabora come scenografo con Anton Giulio Bragaglia, conosce Mario Pannunzio, Telesio Interlandi, Leo Longanesi e altre firme del giornalismo italiano, iniziando a collaborare alle riviste L'Italia Letteraria e Occidente scrivendo recensioni di libri. Dal 1933 al 1936, dopo un soggiorno a Pavia per frequentare la Scuola Ufficiali, partecipa alla Guerra d'Etiopia.
Tornato a Roma, nel 1938 collabora al settimanale Omnibus di Longanesi e a Quadrivio. Nel 1939 inizia ad occuparsi di cinema, collaborando con il neonato settimanale Oggi per il quale scriverà per alcuni mesi recensioni in cui i giudizi sui film sono il pretesto per far emergere un «sotterraneo dissenso al regime». Frequenta l'Antico Caffè Greco e le trattorie dove si incontra spesso con personaggi della vita letteraria e artistica romana, quali Aldo Palazzeschi, Carlo Levi, Libero de Libero, Sandro Penna, Vitaliano Brancati, Vincenzo Cardarelli, ma anche Irving Penn, Orson Welles ecc. Nel 1940 sposa Rosetta Rota (1911-2003), insegnante di matematica nata a Vigevano, zia di Gian-Carlo Rota.
Nel 1942 nasce la figlia Luisa, soprannominata Lelè, la quale all'età di otto mesi inizia a dare i primi segni di una gravissima forma di encefalopatia infantile con crisi epilettiche che comprometterà tragicamente la sua vita, lasciandole disabilità intellettiva, afasia e difficoltà a camminare. Splendide pagine su questo drammatico evento si trovano in La valigia delle Indie. All'inizio degli anni quaranta collabora anche a diversi altri giornali, come critico teatrale, recensore letterario e cinematografico (anche con pseudonimi come Patrizio Rossi, Ezio Bassetto o Ennio Di Michele) come "Cine Illustrato", "Cinema", "Storia di ieri e di oggi", "Mediterraneo", "Documento", "Il Popolo di Roma", "Italia".

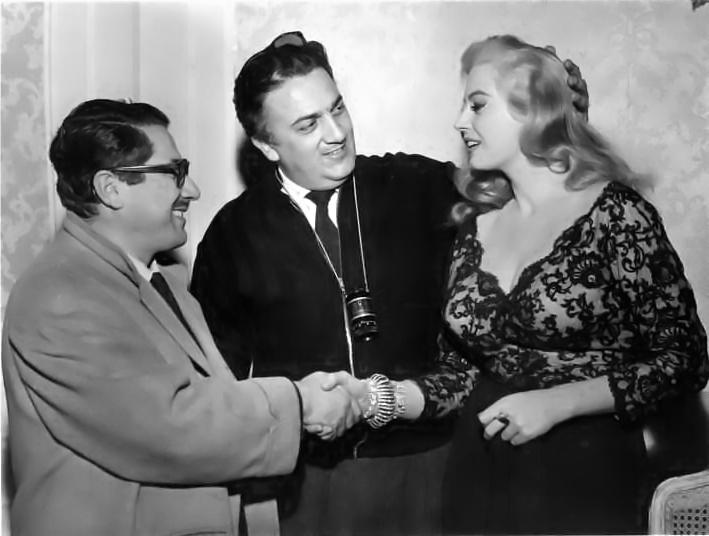
Ennio Flaiano stringe la mano ad Anita Ekberg, sotto lo sguardo di Federico Fellini, durante una pausa delle riprese della Dolce vita (1959)

Dal 1943 inizia a lavorare da sceneggiatore per il cinema. Al cinema lo legherà per sempre un rapporto di amore-odio. Nel 1945 è capocronista del quotidiano "Risorgimento Liberale", poi passa a "Il Secolo XX" ( firma alcuni articoli con lo pseudonimo Pickwick ), ma scrive anche su "Star", "Mercurio" (rivista appena fondata da Alba de Céspedes), "Domenica" e "Città" e "La città libera".
Seguono le collaborazioni a "Cinelandia" (settimanale da lui fondato che dura cinque mesi del 1946), "Omnibus" (l'edizione diretta da Salvato Cappelli, successiva a quella ormai chiusa prima della guerra), "Film Rivista", "Giornale di Sicilia", quindi "L'Europeo", "La Voce Repubblicana", "Corriere di Milano" (edizione mattutina del Corriere Lombardo), "Bis" (rivista diretta da Giuseppe Marotta) ecc. Nel 1947 vince il primo Premio Strega con Tempo di uccidere, appassionato romanzo sulla sua esperienza in Etiopia, scritto in appena tre mesi dietro espressa richiesta di Leo Longanesi.
L'attività giornalistica a questo punto si concentra solo su "Il Mondo" di cui è caporedattore fino al 1951. Tiene la rubrica "Diario notturno" (poi raccolta in volume da Bompiani, 1956). Tra il 1947 e il 1971 Flaiano scrive alcune tra le più belle sceneggiature del cinema del dopoguerra, collaborando a film di registi quali Federico Fellini (10 film), Marcello Pagliero e Alessandro Blasetti (4 ciascuno), Luigi Zampa, Luciano Emmer e Gianni Franciolini (3 ciascuno), Romolo Marcellini, Alberto Lattuada, Camillo Mastrocinque, Mario Soldati, Mario Monicelli, Dino Risi e Gian Luigi Polidoro (2), ma anche Renato Castellani, Roberto Rossellini, William Wyler, Domenico Paolella, Michelangelo Antonioni, Antonio Pietrangeli, Eduardo De Filippo, Pietro Germi, Elio Petri e altri ancora.
All'attività di giornalista si dedica con articoli sul Corriere della Sera, Tempo presente, L'Illustrazione Italiana, Corriere d'Informazione e l'Espresso, poi (dal 1964) con L'Europeo. Negli anni sessanta inizia un periodo di viaggi e relazioni internazionali, si reca in Spagna (dove collabora con il regista Luis García Berlanga), a Parigi (dove scrive per Louis Malle un film poi non realizzato) e ad Amsterdam (per La ragazza in vetrina), a Zurigo (per incontrare la vedova di Thomas Mann, sul cui Tonio Kröger sta scrivendo un film) e a Hong Kong (per un film di Gian Luigi Polidoro), quindi negli Stati Uniti (per l'Oscar a 8½), di nuovo a Parigi (dove scrive una sceneggiatura tratta dalla Recherche di Proust per René Clément, film che non si riuscirà a fare), a Praga (dove incontra Miloš Forman) e in Israele (viaggio raccontato sulle pagine di "L'Europeo" nel 1967).
La collaborazione con Fellini si interruppe dopo 8½ a causa di malintesi personali. Secondo la moglie Rosetta, già anni prima vi erano stati dei problemi nel rapporto, in quanto Fellini era infastidito dalla presenza della figlia disabile di Flaiano nella casa di Fregene ("quando veniva da noi non riusciva neppure a guardare Luisa, lui come altri giravano la faccia dall'altra parte").
Altri progetti coinvolgono George Cukor, Rex Harrison, il Canada (per il film Le voyager, non realizzato). Arriva persino a immaginarsi regista di un film americano che non riesce a fare. All'inizio di marzo 1970 viene colpito da un primo infarto. "Tutto dovrà cambiare", scrive tra i suoi appunti. Va a vivere solo in un residence, portandosi pochissimi libri. Nello stesso tempo comincia a mettere ordine tra le sue carte, per dare alle stampe una versione organica della sua instancabile vena creativa: appunti sparsi su fogli di ogni tipo vengono lentamente catalogati. Ma gran parte di questo corpus di scritti è destinato a essere pubblicato postumo.
Il 5 novembre 1972 pubblica nel Corriere della Sera il suo ultimo articolo, di carattere autobiografico. Il 20 novembre dello stesso anno, mentre è in clinica per alcuni accertamenti, viene colpito da un secondo, questa volta fatale, infarto. La figlia Lelè morirà nel 1992. La moglie Rosetta è morta alla fine del 2003. La famiglia è riunita nel cimitero di Maccarese, vicino a Roma. Il suo archivio è conservato presso il Centro per gli studi sulla tradizione manoscritta di autori moderni e contemporanei dell’Università di Pavia, mentre un consistente "fondo Flaiano", comprendente materiale cinematografico, disegni e numerosa altra documentazione della sua attività, è attualmente custodito e consultabile presso la Biblioteca Cantonale del Ticino a Lugano, alla quale fu donato dalla moglie Rosetta, che si era stabilita in quella città dopo la morte dello scrittore. Nel 1974 venne istituito a Pescara sua città natale il Premio Flaiano in sua memoria dal giornalista Edoardo Tiboni. 

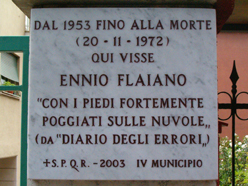
Targa presso l'abitazione di Flaiano in via Montecristo (Roma)

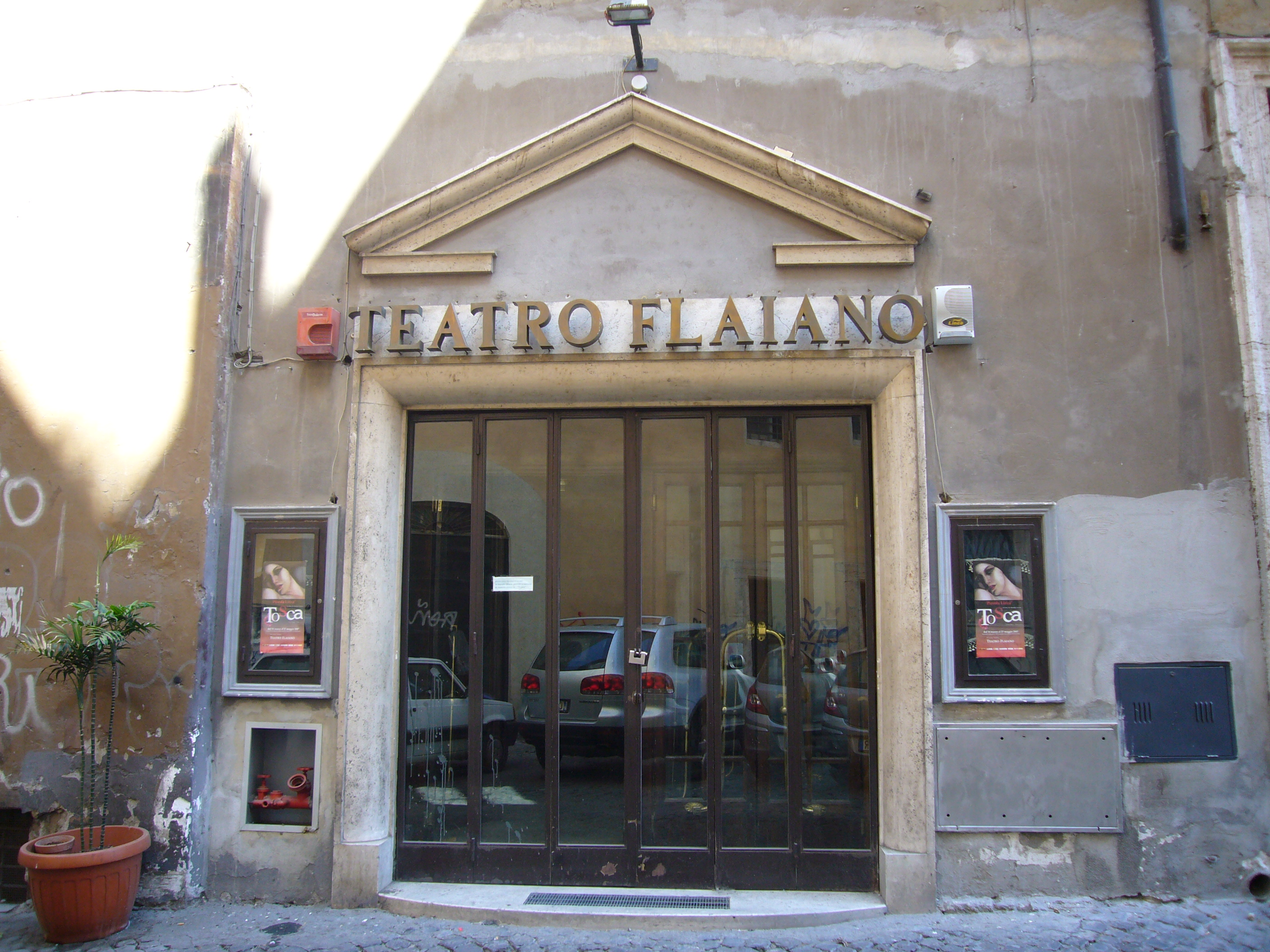
Ingresso del Teatro Flaiano (Roma)

## Flaiano e Roma
Il nome di Flaiano è legato indissolubilmente a Roma, città amata e odiata. Testimone delle evoluzioni e degli stravolgimenti urbanistici, dei vizi e delle virtù dei cittadini romani, Flaiano ha saputo vivere la capitale in tutti i suoi aspetti, tra cantieri, locali della "dolce vita", strade trafficate.
Ne La solitudine del satiro Flaiano ha lasciato numerosi passi riguardanti la sua Roma. In particolare va ricordato un lungo articolo (apparso su Il Mondo nel 1957) nel quale viene descritta la nascita del quartiere Talenti, nella zona nord-est di Roma, segno della frenetica crescita urbanistica, che lentamente inghiottiva la campagna. Nella zona limitrofa (il quartiere Montesacro), Ennio Flaiano visse dal 1953 e qui una targa commemorativa (posta dalla Compagnia Teatrale LABit) ricorda il suo passaggio.
Sembra quasi confermare il difficile rapporto di Flaiano con Roma il fatto che la tomba dell'autore si trovi a Maccarese (Fiumicino), zona marittima alle porte della capitale, dove Flaiano visse diversi anni.

## Letteratura
(Ennio Flaiano)
Fine e ironico osservatore, ma anche acre e tragico al tempo stesso, produsse opere narrative e varie prose tutte percorse da un'originale vena satirica e un vivo senso del grottesco, attraverso cui vengono stigmatizzati gli aspetti paradossali della realtà contemporanea. Creava continuamente mottetti e aforismi, molti dei quali ancora di uso comune. Fu il primo vincitore del premio Strega, nel 1947, con il suo più famoso romanzo, Tempo di uccidere.
Il poeta che compendia e riflette le contraddizioni, le inquietudini degli anni Cinquanta è Ennio Flaiano: un non-poeta, uno sceneggiatore, uno scrittore di epigrammi, di pseudo poesie, uno scrittore di non-romanzi, o meglio, di romanzi mancati, «ridanciano, drammatico, gaglioffo, plebeo e aristocratico» come egli ebbe a definire il Morgante di Luigi Pulci. «Perché io scrivo? Confesso di non saperlo, di non averne la minima idea e anche la domanda è insieme buffa e sconvolgente», scrive Flaiano, poeta lunatico, irriverente, un arcimboldo anti-demagogico, anti-progressista, anti-marxista e anti-borghese, personalità assolutamente originale che non può essere archiviata in nessuna area e in nessuna appartenenza letteraria. Personaggio tipico della nuova civiltà borghese dei caffè, che folleggia tra l'erotismo, l'alienazione, la noia dell'improvviso benessere. Con le sue parole: «In questi ultimi tempi Roma si è dilatata, distorta, arricchita. Gli scandali vi scoppiano con la violenza dei temporali d'estate, la gente vive all'aperto, si annusa, si studia, invade le trattorie, i cinema, le strade…».
Finita la ricostruzione, ecco che il benessere del boom economico è già alle porte. Flaiano decide che è tempo di mandare in sordina la poesia degli anni Cinquanta, rifà il verso alla lirica che oscilla tra Sandro Penna e Montale. Prova allergia e repulsione verso ogni avanguardismo e verso la poesia adulta, impegnata, seriosa, elitaria. In La donna nell'armadio (1957) si trovano composizioni di straordinaria sensibilità e gusto epigrammatico con un quantum costante di intento derisorio verso la poesia da paesaggio e i quadretti posticci alla Sandro Penna, le punture di spillo alla poesia di De Libero.

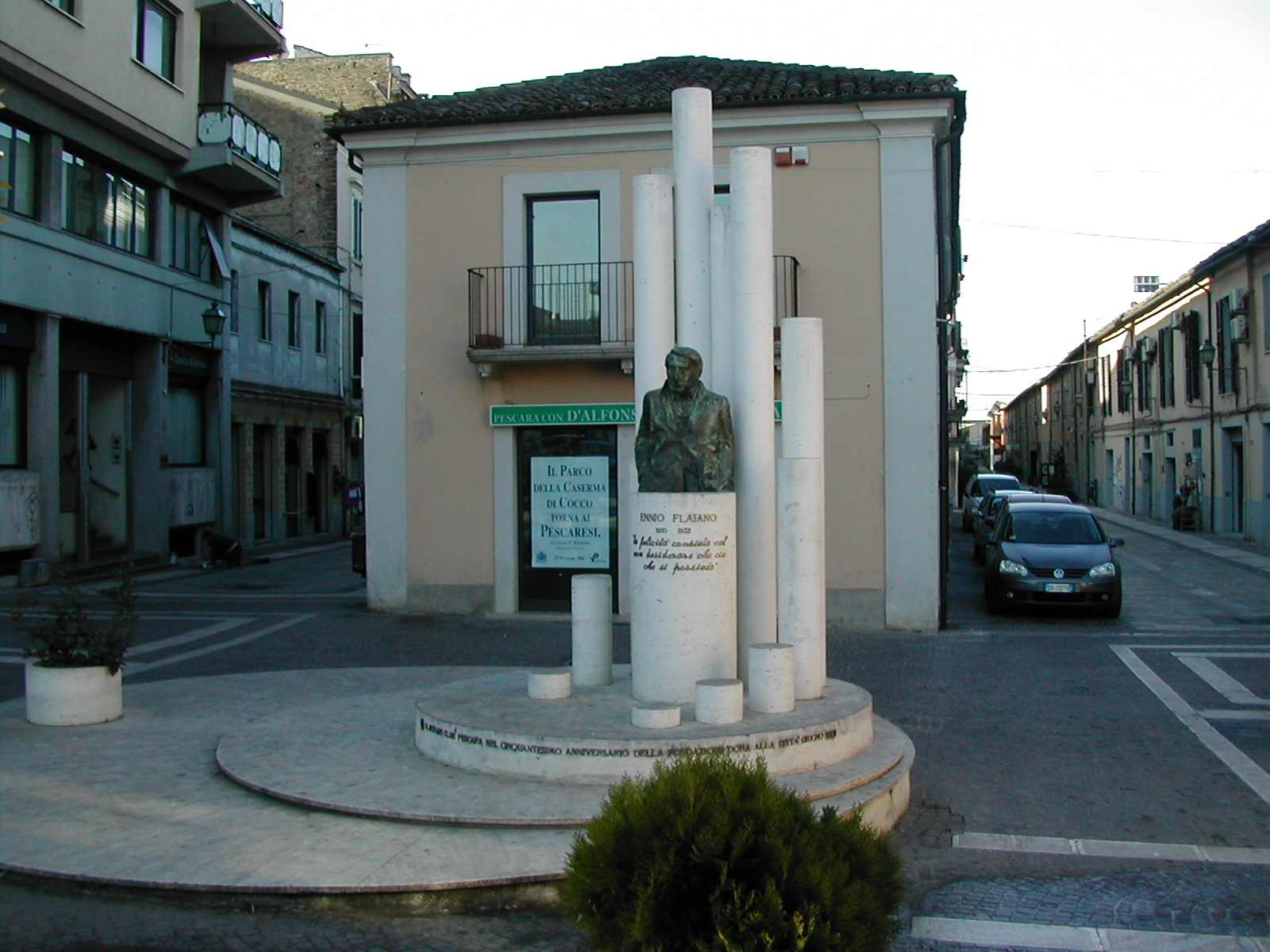
Monumento dedicato ad Ennio Flaiano all'ingresso del centro storico di Pescara

## Opere
- Tempo di uccidere, Longanesi, Milano, 1947; Rizzoli, Milano, 1973; Mondadori, Milano, 1993; Corriere della Sera, Milano, 2003; UTET, Torino, 2006; BUR, Milano, 2008, ISBN 978-88-170-6708-9; Adelphi, Milano, 2020.
- Diario notturno e altri scritti, Bompiani, Milano, 1956 [contiene: Diario notturno; Supplemento a viaggi di Marco Polo; Sei racconti utili; La saggezza di Pickwick; Un marziano a Roma; Fine di un caso; Variazioni su un commendatore]; Rizzoli, Milano, 1977; Diario notturno, Collana Piccola Biblioteca n.323, Adelphi, Milano, febbraio 1994, ISBN 978-88-459-1196-5.
- Una e una notte, Bompiani, Milano, 1959 [insieme al racconto Adriano]; Rizzoli, Milano, 1981; Introduzione di Carlo Laurenzi, Collana I Grandi Tascabili, Bompiani, 1994, ISBN 978-88-452-2203-0; Adelphi, Milano, 2006, ISBN 978-88-459-2103-2.
- Un marziano a Roma, in: Diario notturno e altri scritti, Bompiani, Milano, 1956; Einaudi, Torino, 1960; Un marziano a Roma e altre farse, Torino, Einaudi, 1971; a cura di Giulio Cattaneo e Sergio Pautasso, Rizzoli, Milano, 1975; Bompiani, Milano, 1998.
- Il gioco e il massacro, Rizzoli, Milano, 1970 (Premio Selezione Campiello[18]); Bompiani, Milano, 1999; a cura di Anna Longoni, Adelphi, Milano, 2014, ISBN 978-88-459-2910-6.
- Presentazione de L'opera completa di Paolo Uccello, Rizzoli, Milano, 1971.
- Le ombre bianche, Rizzoli, Milano, 1972; a cura di A. Longoni, Collana I Grandi Tascabili, Bompiani, Milano, 1994, ISBN 978-88-452-2204-7; Adelphi, Milano, 2004, ISBN 978-88-459-1848-3.

### Pubblicazioni postume
- La solitudine del satiro, Rizzoli, Milano, 1973; Adelphi, Milano, 1996, ISBN 978-88-459-1221-4.
- Autobiografia del Blu di Prussia, a cura di Cesare Garboli, Rizzoli, Milano, 1974; a cura di Anna Longoni, Adelphi, Milano, 2003, ISBN 978-88-459-1763-9.
- Melampus, Collana BUR, Rizzoli, Milano, 1974; col titolo Melampo, Einaudi, Torino, 1978.
- Diario degli errori, Rizzoli, Milano, 1976; Introduzione di Gino Ruozzi, Bibliografia e cronologia di A. Longoni, Collana I Grandi Tascabili, Bompiani, Milano, giugno 1995; Adelphi, Milano, 2002, ISBN 978-88-459-1686-1.
- Lettere d'amore al cinema, a cura di Cristina Bragaglia, Rizzoli, Milano, 1978.
- Un bel giorno di libertà. Cronache degli anni Quaranta, a cura di Emma Giammattei, Rizzoli, Milano, 1979.
- Un giorno a Bombay e altre note di viaggio, a cura di Rossana Dedola, Rizzoli, Milano, 1980.
- Il Messia, a cura di Emma Giammattei, All'insegna del pesce d'oro, Milano, 1982.
- Lo spettatore addormentato, Rizzoli, Milano, 1983; Bompiani, Milano, 1996; a cura di Anna Longoni, Adelphi, Milano, 2010. ISBN 978-88-459-2525-2.
- Storie inedite per film mai fatti, a cura di Francesca Pino Pongolini, Frassinelli, Milano, 1984, ISBN 88-7684-008-7.
- Frasario essenziale per passare inosservati in società, Introduzione di Giorgio Manganelli, Nota di Maria Corti, Collana NuovoPortico, Bompiani, Milano, 1986; a cura di Anna Longoni, Henry Beyle, Milano, 2014, ISBN 978-88-976-0890-5.
- Lettere a Lilli e altri segni, Archinto, Milano, 1986, ISBN 88-7768-047-4; Prefazione di Giuliano Briganti, ivi, 2014. ISBN 978-88-776-8628-2.
- L'uovo di Marx. Epigrammi, satire, occasioni, a cura di Anna Longoni e Vanni Scheiwiller, Libri Scheiwiller, Milano, 1987. ISBN 88-7644-071-2.
- Un film alla settimana. 55 critiche da «Cine illustrato» (1939-1940), a cura di Tullio Kezich e Cinzia Romani, Bulzoni, Roma, 1988.
- Progetto Proust. Una sceneggiatura per «La recherche du temps perdu», Introduzione e cura di Maria Sepa, Collana Nuova Corona n.21, Bompiani, Milano, agosto 1989, ISBN 88-452-1458-3.
- Nuove lettere d'amore al cinema, a cura di Guido Fink, Rizzoli, Milano, 1990, ISBN 88-17-66352-2.
- Il cavastivale, a cura di Anna Longoni, Biblioteca del Vascello, Roma, 1993, ISBN 88-7227-516-4.
- L'occhiale indiscreto, Bompiani, Milano, 1995; a cura di A. Longoni, Adelphi, Milano, 2019, ISBN 978-88-459-3405-6.
- Soltanto le parole. Lettere di e a Ennio Flaiano (1933-1972), a cura di A. Longoni e Diana Rüesch, Bompiani, Milano, 1995, ISBN 88-452-2671-9.
- La valigia delle Indie, Collana I Grandi Tascabili n.487, Bompiani, Milano, aprile 1996, ISBN 88-452-2770-7.
- Ombre fatte a macchina, a cura di Cristina Bragaglia, Bompiani, Milano, 1997, ISBN 88-452-2957-2.
- Il bambino cattivo, a cura di Diana Rüesch, Libri Scheiwiller, Milano, 1999, ISBN 88-7644-258-8.
- Cristo torna sulla terra, a cura di Diana Rüesch, postfazione di Carla Gallo Barbisio, Quaderni di Cartevive, Lugano, 2000.
- La notte porta consiglio e altri racconti cinematografici, a cura di Diana Rüesch, Bompiani, Milano, 2001, ISBN 88-452-4920-4.
- Satira è vita. I disegni del fondo Flaiano della Biblioteca cantonale di Lugano, con cinquanta brevi testi di Ennio Flaiano, a cura di Diana Rüesch, Pendragon, Bologna, 2002, ISBN 88-8342-163-9 [Catalogo della Mostra tenuta a Perugia nel 2002-03].
- Scena all'aperto. Sceneggiatura inedita da una novella di Marino Moretti, a cura di Valeria Petrocchi, CLUEB, Bologna, 2004, ISBN 88-491-2316-7.
- Lettere a Giuseppe Rosato (1967-1972). Con scritti su Flaiano e l'Abruzzo, a cura di Giuseppe Rosato, Carabba, Lanciano, 2008, ISBN 978-88-950-7885-4.
- Dizionario della makina, a cura di A. Longoni, Henry Beyle, Milano, 2015, ISBN 978-88-976-0878-3.
- Taccuino del marziano, a cura di A. Longoni, Henry Beyle, Milano, 2015, ISBN 978-88-992-3434-8.
- Prontuario d'italiese, a cura di A. Longoni, Henry Beyle, Milano, 2016, ISBN 978-88-992-3454-6.
- Welcome in Rome con Piccolo manuale di conversazione, a cura di A. Longoni, Henry Beyle, Milano, 2016, ISBN 978-88-992-3439-3.
- Manifesto del pedone, a cura di A. Longoni, Henry Beyle, 2017, ISBN 978-88-992-3467-6.
- La grammatica essenziale, a cura di A. Longoni, Henry Beyle, Milano, 2018, ISBN 978-88-992-3498-0.
- Il tempo dietro il tempo, a cura di A. Longoni, Henry Beyle, Milano, 2020, ISBN 978-88-320-9430-5.
- Calendario e altri scritti dalla Voce Repubblicana, a cura di Sara Battaglia, collana Contemporanea, Milano, Luni Editrice, 2025, ISBN 978-88-798-4913-5.
- Chiuso per noia, collana Piccola Biblioteca, Milano, Adelphi, 2025, ISBN 978-88-459-4028-6.

### Raccolte complessive
- Opere. Scritti postumi, introduzione di Maria Corti, a cura di Maria Corti e Anna Longoni, Collezione Classici, Bompiani, Milano, 1988, ISBN 978-88-452-5002-6. [esaurito; contiene: Autobiografia del Blu di Prussia; Il cavastivale; La valigia delle Indie; Diario degli errori; La solitudine del satiro; L'occhiale indiscreto; traduzione del Corvo di Edgar Allan Poe; Appunti, progetti, personaggi e idee (tutto improbabile); Oceano Canada; Interviste].
- Opere. 1947-1972, a cura di Maria Corti e Anna Longoni, Collezione Classici, Bompiani, Milano, 1990, ISBN 88-452-1507-5. [esaurito; contiene: Tempo di uccidere; Diario notturno; Una e una notte; Il gioco e il massacro; Un marziano a Roma e altre farse; Le ombre bianche].
- Opere scelte, Collezione La Nave Argo n.12, Adelphi, Milano, 2010, ISBN 978-88-459-2499-6. [contiene: Tempo di uccidere; Diario notturno; Una e una notte; Un marziano a Roma; Il gioco e il massacro; Le ombre bianche; La valigia delle Indie; Diario degli errori; L'occhiale indiscreto].

### Traduzioni
- Romain Weingarten, Daisy Daisy desiderio, Feltrinelli, Milano, 1968.
- Jules Laforgue, Amleto, ovvero Le conseguenze della pietà filiale, Libri Scheiwiller, Milano, 1987, ISBN 88-7644-064-X.

### Teatro
- La guerra spiegata ai poveri (Prima del Teatro Tascabile presso il "Teatro Arlecchino" di Roma il 10 maggio 1946), Collana Gli irregolari, Roma, Rogas, 2024, ISBN 979-12-815-4309-6.
- La donna nell'armadio (Prima al Teatro Gobetti di Torino, per la regia di Luciano Lucignani il 24 maggio 1957)
- Il caso Papaleo (Prima al festival dei Due Mondi di Spoleto per la regia di Sandro Sequi il 9 giugno 1960)
- Un marziano a Roma (Prima al Teatro Lirico di Milano della Compagnia Teatro popolare italiano fondata da Vittorio Gassman il 23 novembre 1960)
- La conversazione continuamente interrotta (Prima al Festival dei Due Mondi per la regia di Vittorio Caprioli il 22 giugno 1972[19])

Dal 1969 il Teatro Arlecchino, sito in via Santo Stefano del Cacco in Roma, diventa in suo onore Teatro Flaiano.

### Filmografia

#### Sceneggiatore
- Pastor Angelicus (1942) di Romolo Marcellini (sceneggiatura e assistente alla regia)
- La danza del fuoco (1943) di Giorgio Simonelli
- La primadonna (1943) di Ivo Perilli
- Inviati speciali (1943) di Romolo Marcellini (sceneggiatura e assistente alla regia)
- Vivere ancora (1944) di Nino Giannini e Leo Longanesi
- L'abito nero da sposa (1945) di Luigi Zampa
- La freccia nel fianco (1945) di Alberto Lattuada
- Roma città libera (1946) di Marcello Pagliero (soggetto e sceneggiatura)
- Il vento m'ha cantato una canzone (1947) di Camillo Mastrocinque (collaborazione ai dialoghi)
- Fuga in Francia (1948) di Mario Soldati
- La cintura di castità (1949) di Camillo Mastrocinque (soggetto e sceneggiatura)
- Luci del varietà (1950) di Alberto Lattuada e Federico Fellini
- Parigi è sempre Parigi (1951) di Luciano Emmer
- Guardie e ladri (1951) di Mario Monicelli e Steno
- 045: ricostruzione edilizia (1952) di Vittorio Sala
- Fanciulle di lusso (1952) di Bernard Vorhaus
- Il mondo le condanna (1952) di Gianni Franciolini
- Lo sceicco bianco (1952) di Federico Fellini
- I vitelloni (1953) di Federico Fellini (soggetto e sceneggiatura)
- Destini di donne (1953) di Marcello Pagliero, Christian-Jaque e Jean Delannoy (soggetto e sceneggiatura)
- Vacanze romane (1953) di William Wyler
- Riscatto (1953) di Marino Girolami
- Canzoni, canzoni, canzoni (1953) di Domenico Paolella
- Dov'è la libertà...? (1954) di Roberto Rossellini
- Villa Borghese (1954) di Gianni Franciolini (soggetto e sceneggiatura)
- Vestire gli ignudi (1954) di Marcello Pagliero
- La romana (1954) di Luigi Zampa
- Camilla (1954) di Luciano Emmer (soggetto e sceneggiatura)
- Vergine moderna (1954) di Marcello Pagliero
- Tempi nostri - Zibaldone n. 2 (1954): episodio Scena all'aperto di Alessandro Blasetti
- La strada (1954) di Federico Fellini (collaborazione alla sceneggiatura)
- La donna del fiume (1954) di Mario Soldati (da un'idea di Flaiano, insieme con Alberto Moravia)
- Calabuig (1955) di Luis García Berlanga (soggetto e sceneggiatura)
- Continente perduto (1955) di Enrico Gras, Giorgio Moser e Leonardo Bonzi (soggetto e sceneggiatura)
- L'ultimo paradiso (1955) di Folco Quilici
- Il bidone (1955) di Federico Fellini
- Peccato che sia una canaglia (1955) di Alessandro Blasetti
- Il segno di Venere (1955) di Dino Risi
- La fortuna di essere donna (1955) di Alessandro Blasetti
- Totò e Carolina (1955) di Mario Monicelli (soggetto e sceneggiatura)
- L'arte di arrangiarsi (1955) di Luigi Zampa (revisione della sceneggiatura)
- Terrore sulla città (1957) di Anton Giulio Majano
- Le notti di Cabiria (1957) di Federico Fellini
- Racconti d'estate (1958) di Gianni Franciolini
- Fortunella (1958) di Eduardo De Filippo (soggetto e sceneggiatura)
- Un ettaro di cielo (1959) di Aglauco Casadio (soggetto e sceneggiatura)
- Un amore a Roma (1960) di Dino Risi
- La dolce vita (1960) di Federico Fellini (soggetto e sceneggiatura)
- La notte (1961) di Michelangelo Antonioni
- La ragazza in vetrina (1961) di Luciano Emmer
- Fantasmi a Roma (1961) di Antonio Pietrangeli (soggetto e sceneggiatura)
- Boccaccio 70 (1962): episodio Le tentazioni del dott. Antonio di Federico Fellini (soggetto e sceneggiatura)
- Hong Kong, un addio (1963) di Gian Luigi Polidoro
- 8½ (1963) di Federico Fellini (soggetto e sceneggiatura)
- La ballata del boia (1964) di Luis García Berlanga
- Tonio Kröger (1964) di Rolf Thiele
- Una moglie americana (1964) di Gian Luigi Polidoro
- Giulietta degli spiriti (1965) di Federico Fellini
- Signore & signori (1965) di Pietro Germi (sceneggiatura non accreditata)
- La decima vittima (1965) di Elio Petri
- Wälsungenblut (1965) di Rolf Thiele (collaborazione alla sceneggiatura)
- Rapture (1965) di John Guillermin (collaborazione alla sceneggiatura non accreditata)
- Io, io, io... e gli altri (1966) di Alessandro Blasetti (collaborazione alla sceneggiatura)
- L'amore attraverso i secoli (1967): episodio Notti romane di Mauro Bolognini (soggetto e sceneggiatura) ed episodio: L'età della pietra di Franco Indovina (soggetto e sceneggiatura)
- I protagonisti (1968) di Marcello Fondato (soggetto e sceneggiatura)
- Vivi o preferibilmente morti (1969) di Duccio Tessari (soggetto)
- Red (1970) di Gilles Carle (soggetto e sceneggiatura)
- Sweet Charity (1969) di Bob Fosse (tratto da Le notti di Cabiria)
- Colpo rovente (1970) di Pietro Zuffi
- Un po' di sole nell'acqua gelida (Un peu de soleil dans l'eau froide) (1971) di Jacques Deray (collaborazione alla sceneggiatura)
- La cagna (1972) di Marco Ferreri (soggetto, tratto da Melampus)
- Un marziano a Roma (1983) di Bruno Rasia e Antonio Salines (soggetto, dall'opera omonima)
- L'inchiesta (1986) di Damiano Damiani (soggetto)
- Tempo di uccidere (1989) di Giuliano Montaldo (soggetto, tratto dall'opera omonima)
- L'inchiesta (2007) di Giulio Base (soggetto, tratto dall'opera omonima)

#### Attore
- Mio figlio professore (1946) di Renato Castellani (un insegnante)
- Roma città libera (1946) di Marcello Pagliero (un poliziotto)

### Radio e televisione
- Il caso Papaleo, commedia radiofonica di E. Flaiano, con Gianrico Tedeschi, Andreina Pagnani, Jone Morino, Roberto Pastore, regia di Luciano Mondolfo, trasmessa lunedì 18 febbraio 1963, nel terzo programma RAI, ore 22.45.
- Curò la supervisione di Carta bianca, condotto da Anna Proclemer su copione di Enrico Vaime, con la regia di Romolo Siena nel 1966.
- Meridiano di Roma, programma radio dal 1966 al 1969.
- Collaborazione alle prime 4 puntate del programma Come ridevano gli italiani, 1970.
- Oceano Canada, documentario RAI a puntate per la regia di Andrea Andermann, realizzato nel 1971 e trasmesso nel gennaio-febbraio 1973.[20].

## Riconoscimenti
- Nel 1947 fu il primo vincitore del  Premio Strega con Tempo di uccidere.

- Nel 1970 vinse il Premio Campiello con Il gioco e il massacro [21].

- Nel 1974 è stato istituito il Premio Flaiano, istituito per volontà del giornalista Edoardo Tiboni, un importante concorso per soggettisti e sceneggiatori. La manifestazione si svolge ogni anno nella sua città natale, Pescara, che, dopo la sua morte, gli ha intitolato una strada nei pressi della casa dove nacque e l'omonimo ponte sul fiume Aterno-Pescara. Ad Ennio Flaiano è intitolata anche la biblioteca comunale del Municipio Roma III a Roma.[22]

- Nel 2013 gli è stato dedicato un cratere sul pianeta Mercurio, il Cratere Flaiano [23].